# Banaresep Barat
Banaresep Barat is een bestuurslaag in het regentschap Sumenep van de provincie Oost-Java, Indonesië. Banaresep Barat telt 1324 inwoners (volkstelling 2010).